# Простое кольцо (алгебра)
Простое кольцо — кольцо {\displaystyle R}, такое, что {\displaystyle R^{2}\neq \{0\}} и в {\displaystyle R} нет
двусторонних идеалов, отличных от {\displaystyle R} и {\displaystyle \{0\}}.

## Примеры и теоремы
- Рассмотрим кольцо {\displaystyle R}, такое, что {\displaystyle R^{2}\neq \{0\}}, и аддитивная группа {\displaystyle \langle R,+\rangle } имеет простой порядок. Тогда кольцо {\displaystyle R} — простое, так как в {\displaystyle \langle R,+\rangle } нет собственных подгрупп.
- Любое поле является простым кольцом, так как в поле нет собственных идеалов.
- Ассоциативное коммутативное кольцо {\displaystyle R} с единицей является полем тогда и только тогда, когда {\displaystyle R} простое кольцо.
- Если {\displaystyle P} — поле, {\displaystyle n} — натуральное число, то кольцо матриц {\displaystyle \mathrm {Mat} (P,n)} — простое.

## Теорема Веддербёрна
Пусть {\displaystyle R} — простое кольцо с единицей и минимальным левым идеалом. Тогда кольцо {\displaystyle R} изоморфно кольцу всех матриц порядка {\displaystyle n} над некоторым телом. При этом {\displaystyle n} определено однозначно, а тело с точностью до изоморфизма. Обратно, для любого тела {\displaystyle D} кольцо {\displaystyle \mathrm {Mat} (D,n)} является простым кольцом.